# Paul Diethei

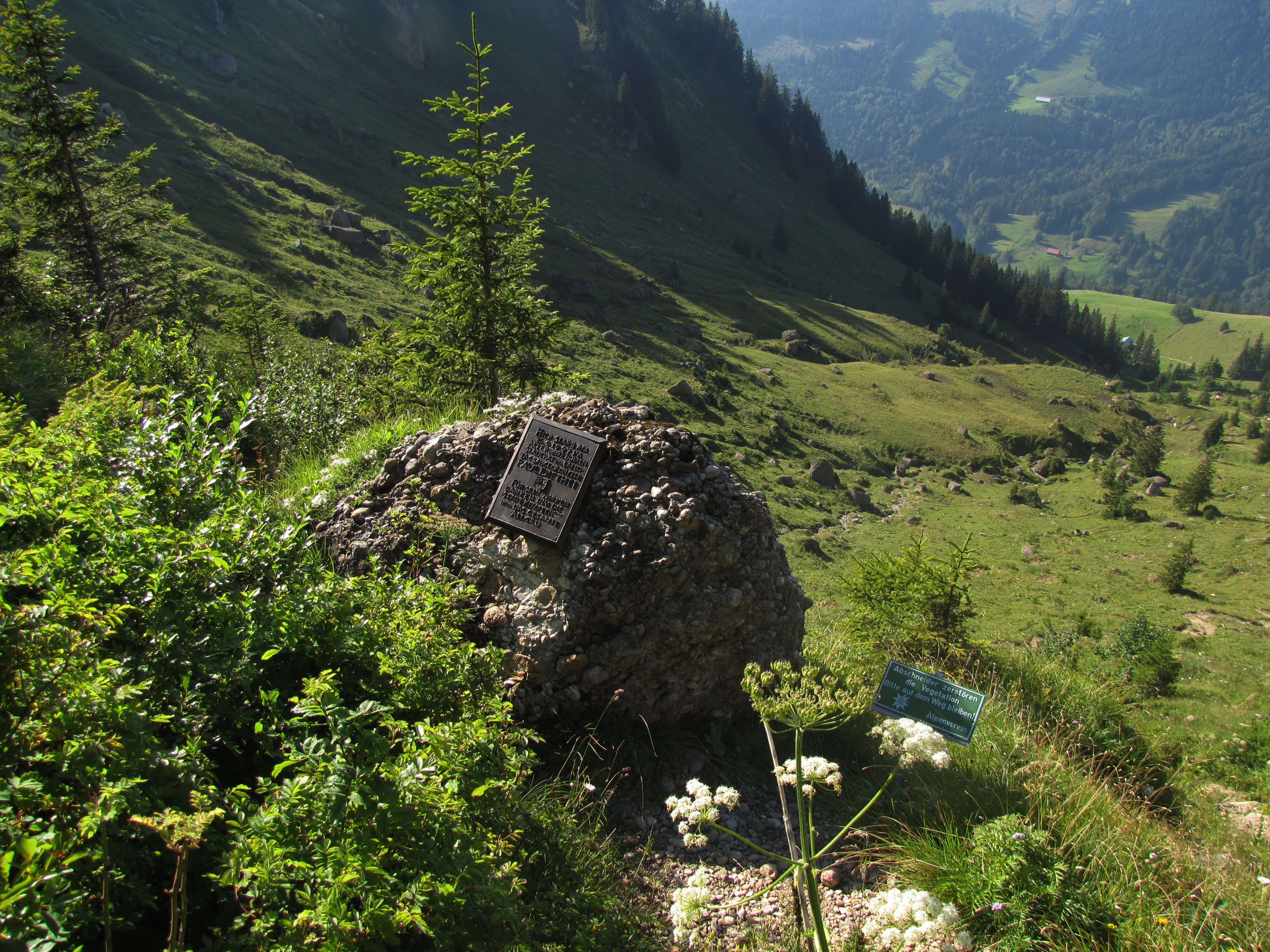
Gedenkplatte oberhalb der Brunnenau am Hochgrat

Paul Diethei (* 26. Juni 1925 in Reimlingen bei Nördlingen; † 25. September 1997 auf dem Hochgrat, Landkreis Oberallgäu) war ein deutscher Politiker (CSU). Er war unter anderem Mitglied des Landtags in Bayern.

## Leben
Paul Diethei, Sohn eines Landwirts, besuchte die Volksschule und das Humanistische Gymnasium Kempten. Er wurde anschließend zum Kriegsdienst einberufen, wo er zunächst im Einsatz auf verschiedenen Kriegsschauplätzen war und schließlich vier Jahre in englischer Kriegsgefangenschaft in Ägypten und Libyen verbrachte. Danach begann er den Vorbereitungsdienst und die Anstellungsprüfung für den gehobenen Verwaltungsdienst. 1950 wurde er an das Landratsamt Kempten versetzt. Nach einem sieben Semester langen Studium erhielt Diethei das Diplom an der Verwaltungs- und Wirtschaftsakademie in München. 1954 wurde er Mitglied der Allgäuer Bergwacht.
Im Jahr 1956 wurde Diethei Mitglied des Stadtrats in Kempten (Allgäu) und war Fraktionsführer. Von 1966 bis 1994 saß er im Bayerischen Landtag, stets direkt gewählt im Stimmkreis Kempten und Oberallgäu. Ab 1986 war er stellvertretender Vorsitzender der CSU-Landtagsfraktion.
Diethei war verheiratet und hatte zwei Kinder.

## Ehrungen
- 1978 Bundesverdienstkreuz am Bande[1] des Verdienstordens der Bundesrepublik Deutschland
- 1983: Verdienstkreuz 1. Klasse der Bundesrepublik Deutschland[2]
- Bayerischer Verdienstorden